# Dąbrówka Folwarczna
Dąbrówka Folwarczna – część wsi Dąbrówka Nadolna w Polsce, położona w województwie łódzkim, w powiecie poddębickim, w gminie Dalików.
W latach 1975–1998 Dąbrówka Folwarczna administracyjnie należała do województwa sieradzkiego.